# Châtillon-Coligny
Chatillon-Coligny es una comuna y localidad de Francia del departamento de Loiret, en la región Centro. Hasta mediados del siglo XIX era conocida como Chatillon-sur-Loing. Es la localidad de nacimiento de Gaspar de Coligny, almirante de Francia y líder protestante del siglo XVI.
Châtillon-Coligny está atravesado por el río Loing y desde hace cuatro siglos por el canal de Briare.

## Demografía
| 1777 | 1815 | 1749 | 1767 | 1903 | 1946 |
| Para los censos de 1962 a 1999 la población legal corresponde a la población sin duplicidades (Fuente: INSEE [Consultar]) |      |      |      |      |      |